# 심천초등학교
심천초등학교는 대한민국 충청북도 영동군 심천면에 있는 공립 초등학교이다.
- 교기 중앙의 학교 마크는 학교 뒤쪽의 산과 3개의 강이 합치는 자연적인 풍경을 나타낸 것으로 쾌적한 환경 속에 열심히 배우고 익히는 심천교육을 표현한 것입니다.
- 교 목 : 느티나무, 느티나무는 우리나라 거의 모든 지역에서 자라는데 마을 입구에 시원한 그늘을 만들어 주는 정자나무 이기도 합니다. 옛날부터 마을을 지켜주는 보호수로 널리 심어온 나무 중 하나입니다. 심천 어린이들도 느티나무에 억센 줄기는 강인한 의지를, 고루 퍼진 가지는 조화된 질서를, 단정한 잎들은 예의를 배웠으면 좋겠습니다.
- 교 화 : 목백일홍, 목백일홍(배롱나무)는 양지바른 곳을 좋아하며, 빨리 성장하고 가지를 많이 만들어 쉽게 키울 수 있습니다. 꽃이 피는 기간이 아주 길어서 백 일 동안 붉게 피고, 껍질이 벗겨지는 나무 표면도 아름다우며 매끄러워 원숭이도 미끄러질 정도라 하여 간지럼나무라고도 합니다. 심천 어린이들도 수 없는 꽃이 지면서 다시 피고 떨어지면 또 새 꽃 봉오리를 피워 올리는 목백일홍(배롱나무) 꽃처럼 실패와 좌절이 오더라도 이겨내려는 의지를 길러야겠습니다.

## 학교 연혁
| 1939. 05. 01. | 심천 제2심상소학교 설립 개교                               |
| 1940. 04. 01. | 심천 동국민학교로 교명 변경                                |
| 1946. 03. 31. | 심천 국민학교로 교명 변경                                  |
| 1961. 07. 03. | 길현분교장 설립 인가                                       |
| 1983. 03. 10. | 심천국민학교병설유치원 개원                                |
| 1984. 09. 03. | 본관 2층 6개교실 준공                                      |
| 1989. 03. 01. | 길현분교장 통폐합                                          |
| 1996. 03. 01. | 심천초등학교로 교명 변경                                   |
| 2002. 11. 01. | 충청북도교육청 지정 교육행정정보시스템 시범학교 (16개월간) |
| 2023. 03. 01. | 제 33대 김재현 교장 부임                                   |
| 2024. 01. 12. | 제79회 졸업식(총 4,032명 졸업)                             |

## 참고 자료
- 심천초등학교 - 한국교육학술정보원 학교알리미